# Torteval (Guernesey)
Torteval is een parish van het Britse kroondomein Guernsey.
Torteval telt 973 inwoners. De oppervlakte bedraagt 3,1 km², de bevolkingsdichtheid is 313,9 inwoners per km².
Castel · Forest · Saint Andrew · Saint Martin · Saint Peter Port · Saint Pierre du Bois · Saint Sampson · Saint Saviour · Torteval · Vale

Afhankelijkheden: Alderney · Sark